# Constantin Jaxy

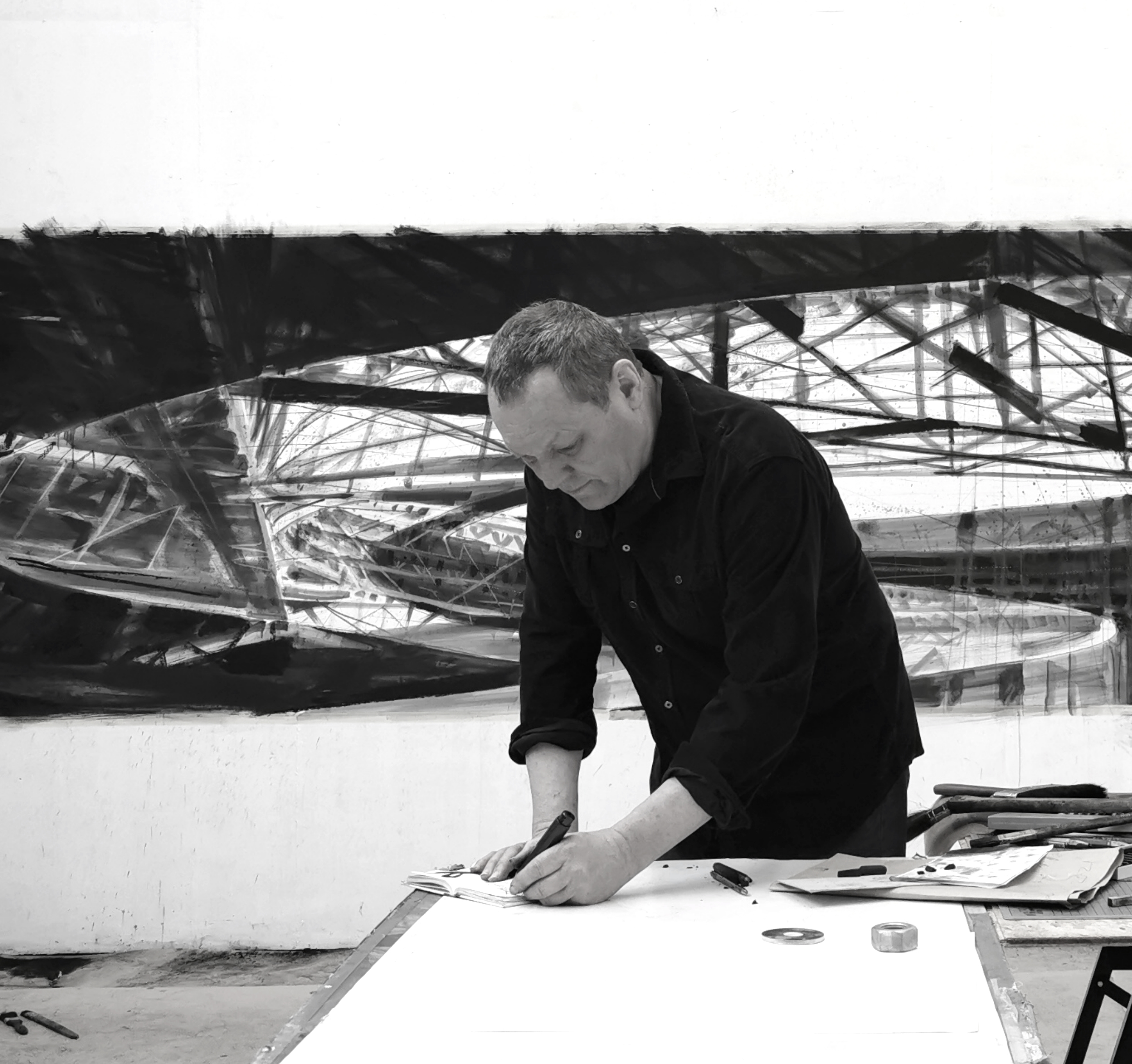
Constantin Jaxy, Atelier, 2023

Constantin Jaxy (* 1957 in Bremen) ist ein deutscher Zeichner und Maler.

## Biografie
Von 1977 bis 1983 studierte Jaxy an der Hochschule für Bildende Künste Braunschweig Freie Kunst bei Lienhard von Monkiewitsch und Malte Sartorius. Er beendete sein Studium als Meisterschüler von Malte Sartorius. 1985 erhielt Jaxy ein Stipendium des Deutschen Akademischen Austauschdienstes (DAAD) für Den Haag, wo er ein Jahr an der Königlichen Akademie Den Haag arbeitete. Es folgten zahlreiche Stipendien und Preise u. a. 1987 der Kunstpreis junger westen für Handzeichnung der Kunsthalle Recklinghausen, 1991 ein Stipendium der Deutschen Akademie Rom, Villa Casa Baldi, Olevano Romano, Italien, 1992 der Stiftung Kunstfonds Bonn, 1997 der Große Preis der Internationalen Biennale für Zeichnung und Druckgrafik, Győr, Ungarn und 2009 ein Stipendium der Bartels Fondation Basel, Schweiz.
Jaxy lebt und arbeitet seit 1989 in Oyten bei Bremen. Er ist Mitglied im Deutschen Künstlerbund.
Constantin Jaxy wurde mit seinem Werk in die „Künstlerdatenbank und Nachlassarchiv Niedersachsen“ aufgenommen.

## Werke
Jaxys Werke kennzeichnet die Affinität zum Technischen und Architektonischen, er ist fasziniert von der Konstruktion – ob dies nun reale, gebaute Architektur ist, ob es technische Gebilde sind, wie Kräne am Hafen oder eine Achterbahn, oder ob es das Verwirrspiel des überdehnten Schattenwurfs eines Baugerüstes ist, das in der Dynamik bühnenbildartige Wirkung erreicht. Die Umsetzung seiner Wahrnehmung ist vielgestaltig: er zeichnet, malt, druckt, stellt Objekte und Skulpturen her, realisiert Installationen. Energie, Dynamik, Bewegung charakterisieren seine Arbeiten – mit weitausladender Geste und schnellem Duktus setzt Jaxy Linien und Zeichen – man spürt förmlich den körperlichen Einsatz. Durch die Beschränkung auf Schwarz-Weiß-Töne erreichen auch die kleinsten Arbeiten eine beeindruckende Intensität und Kraft.

## Arbeiten im öffentlichen Besitz
- Sammlung zeitgenössischer Kunst der Bundesrepublik Deutschland
- Bayerische Staatsgemäldesammlungen
- Sprengel Museum Hannover
- Sammlung Deutsche Bank
- Kunsthalle Bremen
- Karin und Uwe Hollweg Stiftung
- Kunsthalle Recklinghausen
- Mönchehaus Museum Goslar
- Hafenmuseum im Speicher XI, Bremen
- Hauptverband der Deutschen Bauindustrie Berlin
- Luxun Academy of Fine Arts Shenyang, China
- Sendesaal Bremen

## Ausstellungen

### Einzelausstellungen
- Mannheimer Kunstverein 1992
- Kunstverein Freiburg 1992
- Helmzange, Aktion Badischer Kunstverein Karlsruhe 1996
- Mönchehaus Museum Goslar 1996
- Stuttgarter Kunstverein 2003
- BLG-Forum, Überseestadt Bremen 2007
- Bartels Fondation Basel, Schweiz 2009
- Schloss Leuk, Kanton Wallis, Schweiz 2012
- Hafenmuseum Speicher XI, Überseestadt Bremen 2005, 2018
- 4D Projektort, BBKL, Tapetenwerk Leipzig 2020 - Ausstellung des Preisträgers von Ereignis Freihandzeichnung 2019
- Villa Ichon, Bremen 2025

und zahlreiche Galerie-Ausstellungen in Basel, Frankfurt, Stuttgart, Hamburg, Berlin, Hannover, Bremen und Rotterdam

### Gruppenausstellungen
- Kunst & Complex, Rotterdam 1990
- Deutscher Künstlerbund Berlin 1990
- Interferenzen, Kunsthalle Bremen 1991
- Generalkonsulat der BRD im Deutschen Haus, New York 2000
- Zeitgenössische Deutsche Grafik, Staatliche Gemäldegalerie Nowosibirsk 2003
- Gesellschaft für Aktuelle Kunst, Bremen: GAK-Satellit 3, Dream and Deed: Museum Gallery, Prince of Wales Museum, Mumbai 2004
- Luxun Academy of Fine Arts, Shenyang, China 2007
- Internationale Grafik-Triennale Krakau und Wien 2009/2010
- Guanlan International Print Biennial, Shenzhen, China 2011
- Kunstpreis junger westen 1948 bis 2011. Die Preisträger. Kunsthalle Recklinghausen 2012/2013
- Scheinwerfer Lichtkunst in Deutschland im 21. Jahrhundert, Kunstmuseum Celle mit Sammlung Robert Simon 2014
- A NEW NECESSITY - Community & Territory, Yeosu International Art Festival, Republic of Korea 2014
- Regisseure des Lichts. Von Rembrandt bis Turrell, Kupferstichkabinett, Kunsthalle Bremen 2015
- Zwei Meter unter Null, Kunsthalle Wilhelmshaven 2016
- Nord-West Zeitgenössisch, Meisterwerke aus öffentlichen Sammlungen, Kunstmuseum Bremerhaven 2017
- Weltraum in Bremen, Bremische Bürgerschaft 2018
- HOLZSCHNITT NOW! XYLON Deutschland und XYLON Schweiz, Kunstmuseum Reutlingen 2018
- MARABU, Badischer Kunstverein, Karlsruhe 2019
- Ereignis Freihandzeichnung, BBKL, Tapetenwerk Leipzig 2019
- Ruhige Momente. Interieurs und Stillleben aus der grafischen Sammlung, SPRENGEL MUSEUM HANNOVER 2020
- Die Sammlung Osmers. Von Archipenko bis ZERO, Kunsthalle Bremen 2022/2023
- Scharf gestellt - Neue Perspektiven auf Papier, Kunstmuseum Celle mit Sammlung Robert Simon 2024
- 25 Jahre Stiftung Bartels Fondation, Zum Kleinen Markgräflerhof, Basel, Schweiz 2024